# Barbacha
Barbacha là một đô thị thuộc tỉnh Béjaïa, Algérie. Dân số thời điểm năm 2002 là 18.391 người.